# OMV病
OMV病(英: oncorhynchus masou virus disease)とはヘルペスウイルス科に属するサケヘルペスウイルス2(salmoid herpes virus 2, oncorhynchus masou virus;OMV, yamame tumor disease;YTV)の感染を原因とするサケ科魚類の感染症。食欲不振、活動の不活発、肝臓に淡桃色の斑点、肝臓の巣状壊死が認められる。診断は病魚の魚体、臓器、体腔液より接種濾液を作成しサケ科魚類の培養細胞で培養を行い、ウイルスを分離することによって行う。伝播は水平感染および卵を介した垂直感染によるものと考えられている。予防には病魚の除去や発眼卵の消毒が一般的である。サケヘルペスウイルス1とサケヘルペスウイルス2とは交差性はない。ヘルペスウイルス科に属するウイルスが原因となる魚類の感染症としては他にコイヘルペスウイルス病やコイの上皮腫などが存在する。